# Cop a Wall Street
Cop a Wall Street (títol original en anglès, Dumb Money) és una pel·lícula de comèdia i drama biogràfica nord-americana del 2023 dirigida per Craig Gillespie i escrita per Lauren Schuker Blum i Rebecca Angelo. Es basa en el llibre de 2021 The Antisocial Network de Ben Mezrich i narra el cas GameStop del gener de 2021. La pel·lícula compta amb un repartiment que inclou Paul Dano, Pete Davidson, Vincent D'Onofrio, America Ferrera, Nick Offerman, Anthony Ramos, Sebastian Stan, Shailene Woodley i Seth Rogen. Ha estat subtitulada al català.
Dumb Money es va estrenar al Festival Internacional de Cinema de Toronto el 8 de setembre de 2023. Es va estrenar als Estats Units per Sony Pictures Releasing en sales seleccionades el 15 de setembre de 2023 i a tot arreu. Va rebre crítiques generalment positives de la crítica i va recaptar 20 milions de dòlars a tot el món.

## Sinopsi
La història definitiva de David contra Goliat, basada en la absurda història real de gent corrent que va capgirar el guió de Wall Street i es va fer rica convertint GameStop (sí, la botiga de videojocs del centre comercial) en l'empresa més important del món.

## Repartiment
- Paul Dano com a Keith Gill[3]
- Pete Davidson com a Kevin Gill, germà d'en Keith[3]
- Vincent D'Onofrio com a Steve Cohen[3]
- America Ferrera com a Jenny, un espectador del canal de YouTube de Keith[3]
- Myha'la Herrold com a Riri, un estudiant universitari i inversor
- Nick Offerman com a Ken Griffin[3]
- Anthony Ramos com a Marcos Barcia, venedor de GameStop[3]
- Seth Rogen com a Gabe Plotkin[3]

## Producció
El gener de 2021, es va anunciar que Metro-Goldwyn-Mayer Pictures havia comprat els drets d'una proposta de llibre de Ben Mezrich sobre el llavors recent cas GameStop, titulada The Antisocial Network, amb els productors Michael De Luca, que també va produir The Social Network (2010).
El rodatge va tenir lloc a Nova Jersey d'octubre a novembre de 2022, i es va fer als comtats de Morris, Essex i Hudson, amb escenes filmades a la Universitat de Saint Elizabeth.